# Casa d'en Bartolomé Baró
La Casa d'en Bartolomé Baró és una obra de Tarragona protegida com a Bé Cultural d'Interès Local.

## Descripció
L'edifici consta de planta baixa i un pis d'alçada, amb façanes al carrer Portella i Passeig de Sant Antoni. Aquesta darrera construïda aprofitant la muralla romana. Destaca al conjunt del carrer la seva profusió d'elements ornamentals, entre els quals criden l'atenció les ferramentes dels balcons i les reixes, així, com la bella tribuna al passeig, feta amb ferro forjat i petits vidres de colors.
La façana que dona al carrer Portella està decorada amb esgrafiats i té mènsules molt ornamentades que sostenen el balcó.